# Lakható övezet
A lakható övezet vagy lakhatósági zóna egy csillagrendszer ama területe, amelyben az általunk ismert élet ki tud alakulni.
A Naprendszerünk esetén ez a tartomány 0,97 és 1,37 CsE között van, így csak a Föld található a lakható övezetben. A csillagászok már találtak több olyan exobolygót, amely a lakható övezeten belül fekszik, például a Gliese 581 c vagy a Kepler-452b.
A lakható övezetben lévő bolygó felszínének egy részén a víz állandóan folyékony állapotban van, ami elengedhetetlen feltétele az általunk ismert élet kialakulásának. Az övezet kiterjedését a csillagrendszeren belül nem csak a központi csillagtól való távolság határozza meg, azt módosítja az adott bolygó légkörének felépítése is.
A fiatal csillagok körül nincs lakható övezet, mivel az erős sugárzás megakadályozza a bolygókeletkezést, és egyfajta „halálzóna” kialakulásához vezet néhány fényévnyi térségben.

## A lakható övezet meghatározása egy csillag körül
A kiindulási adatok a csillagtól való távolság és annak fényessége.
{\displaystyle d_{AU}={\sqrt {L_{star}/L_{sun}}}}
ahol:
{\displaystyle d_{AU}\,} a csillagtól való átlagos távolság CsE-ben,
{\displaystyle L_{star}\,} a csillag bolometrikus magnitúdója, és
{\displaystyle L_{sun}\,} a Nap bolometrikus magnitúdója.
Például, ha egy csillag fényessége a nap fényességének 25%-a, a lakható övezet kb. 0,50 CsE-nél található. A Napnál kétszerte fényesebb csillag esetén a lakható övezet kb. 1,4 CsE-nél van.
A lakható övezetet a légkör megléte és milyensége is befolyásolja. Eszerint a Földön, a számítások alapján kb. −17 °C kellene legyen az átlaghőmérséklet, de az üvegházhatás ezt +15 °C-ra emeli.
A lakható övezet fenti definícióját folyamatosan finomítják és egyéb feltételekkel bővítik. Például az élet fennmaradását lehetetlenné teszi, ha a központi csillag túl nagy mennyiségű röntgen- vagy ultraviola-sugárzást bocsát ki. Ilyen körülmények vannak a fiatal vörös törpék környezetében is, amiket korábban kedvezőnek tartottak az élet kialakulása szempontjából (amikor ezeket a sugárzásokat még nem vették figyelembe). A túl erős sugárzás és a napszél még a légkör gázait is lesodorhatja az egyébként kedvező pozícióban keringő bolygóról.
Élet nem csak bolygó felszínén alakulhat ki, hanem például egy lakhatatlan gázbolygó körül keringő exoholdon is, ha azon a feltételek megfelelőek.

## Lásd még
- Galaktikus lakható övezet
- Naprendszer, Kőzetbolygó
- Élet, Földön kívüli élet
- Exobolygó, SETI